# Georg Forster
Se även Georg Forster (kompositör)
Johann Georg Adam Forster, född den 27 november 1754 i närheten av Danzig, död den 10 januari 1794 i Paris, var en tysk skriftställare och revolutionär, son till Johann Reinhold Forster.
Forster åtföljde sin far på Cooks andra upptäcktsresa (1772-75), var därefter professor i naturvetenskap i Kassel 1778-84 och i Vilna 1784-87 samt utnämndes 1788 till bibliotekarie i Mainz. 
Mot slutet av sitt liv blev Forster en entusiastisk och verksam anhängare av franska revolutionens läror. När Custine efter Mainz erövring tillsatte en provisorisk regering i staden (november 1792), blev Forster dess vicepresident. 
Han var i mars 1793 vicepresident i rhen-tyska nationalkonventet och avgick samma månad såsom detta konvents ombud för att underhandla om Mainz införlivande med Frankrike till Paris. 
Forster, vars prosa förbinder fransk lätthet med engelsk värdighet, räknas bland Tysklands klassiska författare. Hans förnämsta skrifter är A voyage round the world (1777; på tyska: Beschreibung einer reise um die welt in den jahren 1772-75, 1778-80) och Ansichten vom Niederrhein, Brabant, Flandern, Holland, England und Frankreich im April, Mai und Juni 1790 (1791). 

### Verkutgåvor
- Reise um die Welt Illustrerad av honom själv; med en biografisk essä av Klaus Harpprecht och ett efterord av Frank Vorpahl. Frankfurt am Main: Eichborn-Verlag, 2007. ISBN 978-3-8218-6203-3
- Über Leckereyen und andere Essays, utgiven av Tanja van Hoorn. Laatzen: Wehrhahn, 2004. ISBN 3-932324-95-1
- Ansichten vom Niederrhein, utgiven av Gerhard Steiner. Frankfurt am Main: Insel, 1989. ISBN 3-458-32836-X
- Reise um die Welt, utgiven av Gerhard Steiner. Frankfurt am Main: Insel, 1983. ISBN 3-458-32457-7
- Über die Beziehung der Staatskunst auf das Glück der Menschheit und andere Schriften, utgiven av Wolfgang Rödel. Frankfurt am Main: Insel, 1966.

- Georg Forsters Werke, Sämtliche Schriften, Tagebücher, Briefe, utgivna av Deutsche Akademie der Wissenschaften zu Berlin, G. Steiner, H. Fiedler med flera. Akademie, Berlin, 1958ff. (hittills band. 1-18 utom 6.3 och 10.2; 19 och 20 planerade)
- Werke in vier Bänden, utgivna av Gerhard Steiner, Leipzig, 1971.
- Georg Forster's sämmtliche Schriften, utgivna av dennes dotter och försedd med en karakteristik av G.G. Gervinus i 9 band, Leipzig, Brockhaus 1843

- Entdeckungsreisen nach Tahiti und in die Südsee, utgivna av Hermann Homann, ur Georg Forster's sämtliche Schriften. Herausgegeben von dessen Tochter. In neun Bänden. Erster und zweiter Band. Leipzig 1843. Edition Erdmann, 1988. ISBN 3-522-60160-2
- James Cook, der Entdecker, utgiven och försedd med ett efterord av Frank Vorpahl och med åtta illustrationer av Forsters egen hand. Frankfurt am Main: Eichborn, 2008. ISBN 978-3-8218-5840-1 (innehåller också: Fragmente über Captain Cooks letzte Reise und sein Ende)
- Georg Forster, Briefe an Ernst Friedrich Hector Falcke. Neu aufgefundene Forsteriana aus der Gold- und Rosenkreuzerzeit, utgiven och försedd med en inledning av Michael Ewert och Hermann Schüttler. Kassel: Kassel University Press 2009. ISBN 978-3-89958-485-1

### Översättningar
- William Forsyth: Über die Krankheiten und Schäden der Obst- und Forstbäume. Nebst der Beschreibung eines von ihm erfundenen und bewährten Heilmittels. Fischer, Mainz 1791 (Digitaliserat)